# Giardino dei Giusti del Mondo
Il Giardino dei Giusti del Mondo è un parco di Padova, nella zona di Terranegra, creato per onorare i Giusti, persone che con la loro azione si sono opposti ai genocidi del XX secolo.
A differenza di altri luoghi e monumenti simili dedicati singolarmente a eventi come la Shoah o il genocidio armeno, il Giardino di Padova intende onorare i Giusti di qualunque genocidio, come quello del Ruanda e quello bosniaco.

## Storia

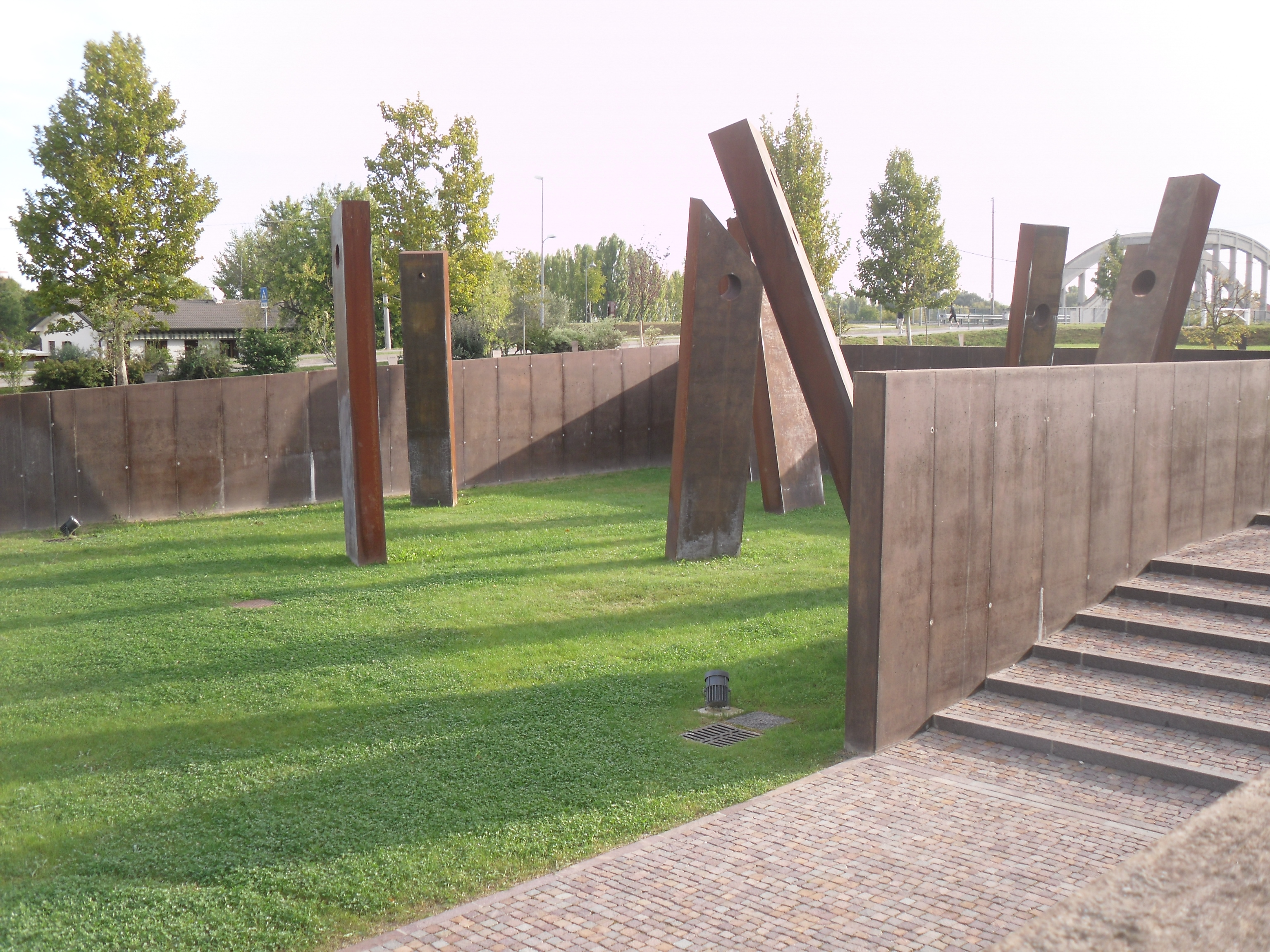
Il gruppo scultoreo del giardino.

Il giardino fu inaugurato il 5 ottobre 2008 dopo un percorso svolto dal comune di Padova all'interno del progetto Padova Casa dei Giusti (Padua Home of Righteous), nato nel 1999 da un'idea di Giuliano Pisani.
Ispirandosi al titolo di Giusto tra le nazioni israeliano, al Giardino dei Giusti di Gerusalemme e agli omologhi giardini di Erevan e Sarajevo, fu deciso di realizzare un luogo dove onorare personalità che avevano protetto, a rischio della propria vita, i perseguitati dai genocidi. Nel 2000 fu organizzato il convegno internazionale Si può sempre dire un sì o un no: i giusti contro il genocidio degli Armeni e degli Ebrei in collaborazione con il Comitato per la Foresta Mondiale dei Giusti di Milano, analoga iniziativa sorta nel capoluogo lombardo nel 2003.
La sede del giardino fu scelta nei pressi del Tempio nazionale dell'internato ignoto e dell'attiguo museo. La chiesa, nuova sede parrocchiale, fu fatta costruire dal parroco monsignor Giovanni Fortin negli anni cinquanta dopo la sua deportazione a Dachau, in memoria degli internati e delle vittime dei campi di concentramento.
Il progetto artistico fu affidato allo scultore padovano Elio Armano che realizzò delle strutture scultoree richiamanti delle grandi sbarre di ferro invecchiato. L'opera fu in realtà realizzata in cemento armato con un particolare rivestimento per ottenere l'aspetto del ferro arrugginito voluto dall'artista.
Nel giardino ogni Giusto viene onorato con una pianta e una stele recante il suo nome. Il progetto prevede di ampliare il giardino in una sorta di "via dei Giusti" lungo l'argine (ribattezzato per l'occasione Passeggiata Cammino dei Giusti del Mondo) del canale San Gregorio, una delle diramazioni del fiume Bacchiglione in città, in adiacenza al quale sorge il giardino. Una prima tappa è stata inaugurata il 2 ottobre 2011. Un anno dopo, il 14 ottobre 2012, in occasione della quinta cerimonia di assegnazione del titolo di Giusto, è stato inaugurato il Giardino dei Giusti del Mondo di Noventa Padovana: i primi sette chilometri del Cammino dei Giusti del Mondo sono tracciati. Nel 2013, lungo la passeggiata Cammino dei Giusti del Mondo, è stata inaugurata una seconda tappa, con nove alberi che ricordano nove grandi storie, mentre un altro ciliegio è andato ad arricchire il Giardino di Noventa Padovana.
Sul grande muro che circonda le strutture scultoree è riportato il motto del Giardino, una frase attribuita a Hannah Arendt: «Si può sempre dire un sì o un no».
Il 2 ottobre 2011 anche il celebre campione di ciclismo Gino Bartali è stato inserito tra i Giusti del giardino padovano per il suo impegno in favore degli ebrei durante la seconda guerra mondiale.

## I Giusti riconosciuti
Dieci alberelli furono piantati nel 2008 in occasione dell'inaugurazione e altri vengono aggiunti annualmente (dodici nel 2009, dieci nel 2010, undici nel 2011, tredici nel 2012 e dieci l'anno successivo).

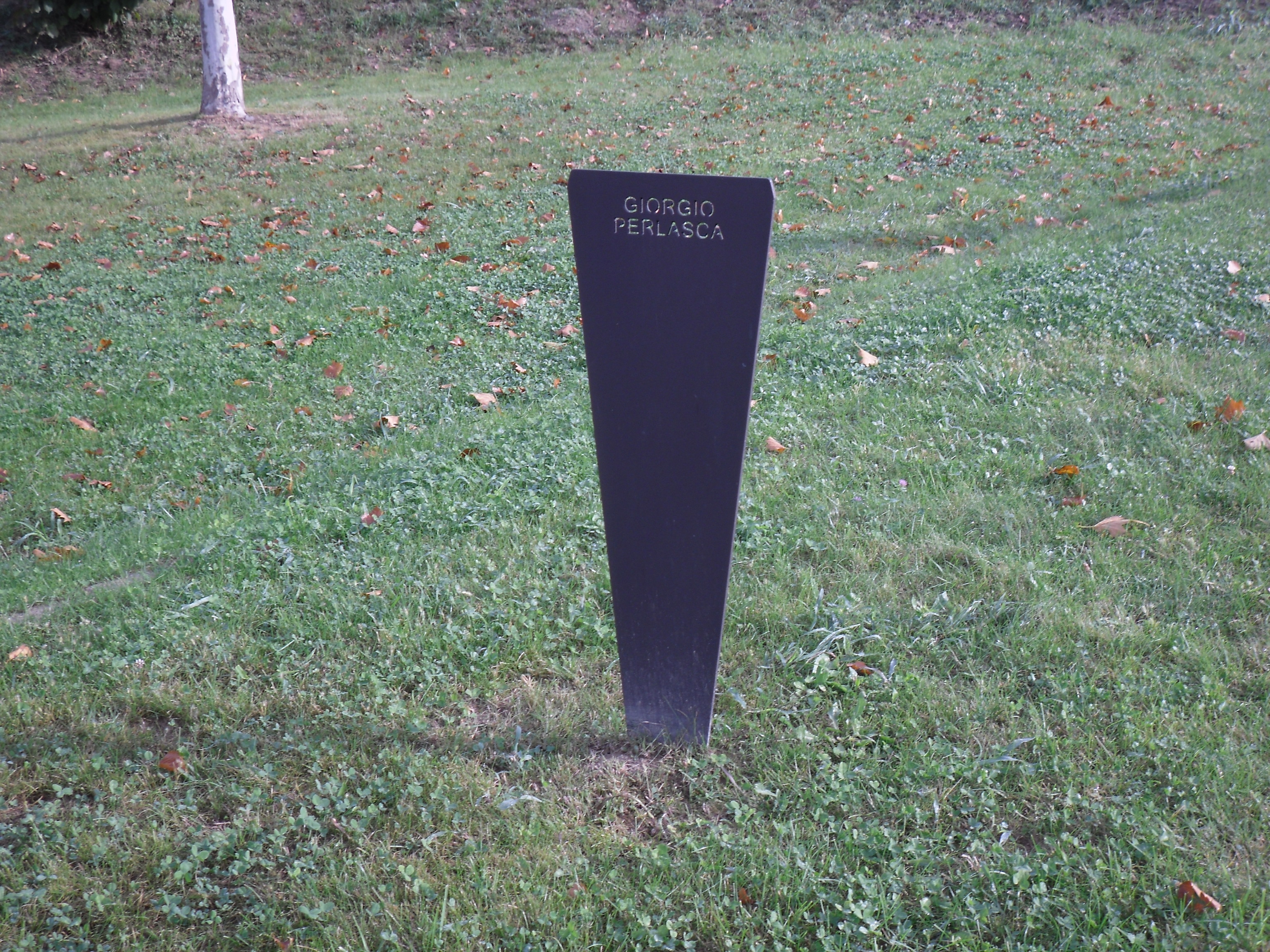
La stele dedicata a Giorgio Perlasca.

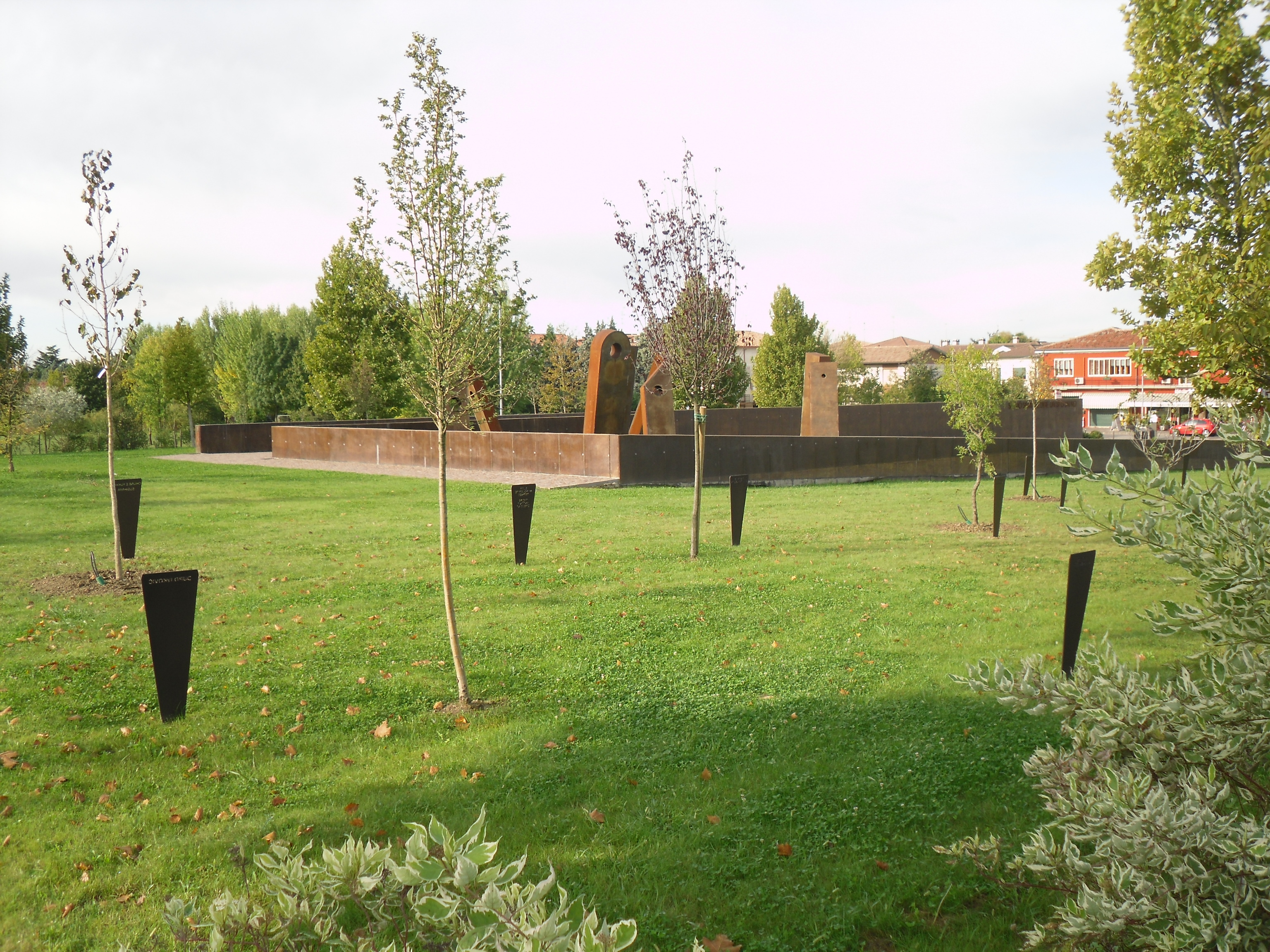
Veduta del giardino.

| Anno | Nome                                                         | Nazione                   | Genocidio |
| ---- | ------------------------------------------------------------ | ------------------------- | --------- |
| 2008 | Giacomo Gorrini                                              | Italia                    | armeno    |
| 2008 | Armin Theophil Wegner                                        | Germania                  | armeno    |
| 2008 | Ayse Nur Zarakolu                                            | Turchia                   | armeno    |
| 2008 | Carlo Angela                                                 | Italia                    | ebraico   |
| 2008 | Padre Placido Cortese                                        | Italia                    | ebraico   |
| 2008 | Giovanni Palatucci                                           | Italia                    | ebraico   |
| 2008 | Giorgio Perlasca                                             | Italia                    | ebraico   |
| 2008 | Pierantonio Costa                                            | Italia                    | ruandese  |
| 2008 | Jacqueline Mukansonera                                       | Ruanda                    | ruandese  |
| 2008 | Lazar Manojlović                                             | Bosnia ed Erzegovina      | bosniaco  |
| 2009 | Hasan Amca                                                   | Turchia                   | armeno    |
| 2009 | Jakob ed Elizabeth Künzler                                   | Svizzera                  | armeno    |
| 2009 | Suor Marguerite Bernes                                       | Francia                   | ebraico   |
| 2009 | Giovanni e Regina Bettin                                     | Italia                    | ebraico   |
| 2009 | Padre Antonio Dressino                                       | Italia                    | ebraico   |
| 2009 | Varian Mackey Fry                                            | Stati Uniti               | ebraico   |
| 2009 | Pietro e Giuliana Lestini                                    | Italia                    | ebraico   |
| 2009 | Gertrud Luckner                                              | Germania                  | ebraico   |
| 2009 | Zura Karuhimbi                                               | Ruanda                    | ruandese  |
| 2009 | Dragan Andrić                                                | Bosnia ed Erzegovina      | bosniaco  |
| 2009 | Djuro Ivković                                                | Bosnia ed Erzegovina      | bosniaco  |
| 2009 | Ivanka Šućur                                                 | Bosnia ed Erzegovina      | bosniaco  |
| 2010 | Hrant Dink                                                   | Turchia                   | armeno    |
| 2010 | Henry Morgenthau senior                                      | Stati Uniti               | armeno    |
| 2010 | Giacinto e Maria Alberoni, Silvio ed Elena Ester Macerani    | Italia                    | ebraico   |
| 2010 | Elsa e Gino Bellio, Giuditta Drigo                           | Italia                    | ebraico   |
| 2010 | Elio Gallina                                                 | Italia                    | ebraico   |
| 2010 | Jan Karski                                                   | Polonia                   | ebraico   |
| 2010 | Ida Brunelli Lenti                                           | Italia                    | ebraico   |
| 2010 | Irena Sendler (o Sendlerowa)                                 | Polonia                   | ebraico   |
| 2010 | Mbaye Diagne                                                 | Senegal                   | ruandese  |
| 2010 | Antonia Locatelli                                            | Italia                    | ruandese  |
| 2011 | Anatole France                                               | Francia                   | armeno    |
| 2011 | Fethiye Çetin                                                | Turchia                   | armeno    |
| 2011 | Chiune e Yukiko Sugihara                                     | Giappone                  | ebraico   |
| 2011 | Emilia Marinelli Valori                                      | Italia                    | ebraico   |
| 2011 | Gino Bartali                                                 | Italia                    | ebraico   |
| 2011 | Sofija Binkienė                                              | Lituania                  | ebraico   |
| 2011 | Tullo Centurioni (o Tullio Centurioni)                       | Italia                    | ebraico   |
| 2011 | Padre Eros Borile                                            | Italia                    | ruandese  |
| 2011 | Padre Vito Giorgio                                           | Italia                    | ruandese  |
| 2011 | Padre Vito Misuraca                                          | Italia                    | ruandese  |
| 2011 | Gabriele Moreno Locatelli                                    | Italia                    | bosniaco  |
| 2012 | Fayez El Ghossein                                            | Siria                     | armeno    |
| 2012 | Ragip Zarakolu                                               | Turchia                   | armeno    |
| 2012 | Sergio Lana                                                  | Italia                    | bosniaco  |
| 2012 | Fabio Moreni                                                 | Italia                    | bosniaco  |
| 2012 | Guido Puletti                                                | Italia                    | bosniaco  |
| 2012 | Mario Canessa                                                | Italia                    | ebraico   |
| 2012 | Aurelio e Ines Conci                                         | Italia                    | ebraico   |
| 2012 | Ercole e Gina Piana                                          | Italia                    | ebraico   |
| 2012 | Mons. Oddo Stocco e le famiglie di San Zenone degli Ezzelini | Italia                    | ebraico   |
| 2012 | Luigi e Antonietta Strazzabosco                              | Turchia                   | ebraico   |
| 2012 | Alberto Vasio                                                | Italia                    | ebraico   |
| 2012 | Raoul Wallenberg                                             | Svezia                    | ebraico   |
| 2012 | Karel Weirich                                                | Cecoslovacchia            | ebraico   |
| 2013 | Mustafa Aga Azizoglou                                        | Turchia                   | armeno    |
| 2013 | Lida Basso Frisini                                           | Italia                    | ebraico   |
| 2013 | Giovanni Borromeo                                            | Italia                    | ebraico   |
| 2013 | Benedetto e Isabella De Beni                                 | Italia                    | ebraico   |
| 2013 | Odoardo Focherini                                            | Italia                    | ebraico   |
| 2013 | Maria Lazzari                                                | Italia                    | ebraico   |
| 2013 | Dimităr Pešev                                                | Bulgaria                  | ebraico   |
| 2013 | Angelo Roncalli (papa Giovanni XXIII)                        | Italia                    | ebraico   |
| 2013 | Ferdinando Gardellin                                         | Italia                    | ebraico   |
| 2013 | Damas Gisimba e Carl Wilkens                                 | RD del Congo, Stati Uniti | ruandese  |